# ガンバテーザ
ガンバテーザ（イタリア語: Gambatesa）は、イタリア共和国モリーゼ州カンポバッソ県にある、人口約1,400人の基礎自治体（コムーネ）。

## 地理

### 位置・広がり

#### 隣接コムーネ
隣接するコムーネは以下の通り。括弧内のFGはフォッジャ県（プッリャ州）所属を示す。
- チェレンツァ・ヴァルフォルトーレ (FG)
- マッキーア・ヴァルフォルトーレ
- ピエトラカテッラ
- リッチャ
- トゥファーラ